# Comissão de Relações Exteriores e de Defesa Nacional da Câmara dos Deputados do Brasil
A então presidente da Comissão, deputada federal Bruna Furlan, recebeu em 2017 Marcelo Torelly, o então coordenador de projetos da Organização Internacional para as Migrações (OIM)
A Comissão de Relações Exteriores e de Defesa Nacional da Câmara de Deputados do Brasil (CREDN) é uma comissão permanente da Câmara de Deputados do Brasil. Essa comissão é encarregada de conduzir a legislação e debater a política externa do país na Câmara de Deputados. Entre suas atribuições principais, encontra-se também a de apreciar projetos de lei, tratados internacionais e outras proposições referentes às áreas de defesa e de política externa brasileiras.
A Comissão foi criada por uma Resolução de 15 de setembro de 1936, com a denominação de "Diplomacia e Tratados" - Art. 25, alínea 4ª, do então Regimento Interno da Câmara dos Deputados do Brasil. Em 5 de setembro de 1947, teve a denominação alterada pelo Regimento Interno da Câmara dos Deputados, passando a chamar-se "Diplomacia" - Resolução nº 10, art.20, inciso III. A Resolução nº 115, de 12 de novembro de 1957, deu nova denominação à Comissão de Diplomacia, que passou a se chamar "Comissão de Relações Exteriores". Por fim, com a Resolução nº 15 de 1996, passou a denominar-se "Comissão de Relações Exteriores e de Defesa Nacional" - art. 32, inciso XV do atual Regimento Interno da Câmara dos Deputados.

## Competências
Nos termos do Regimento Interno da Câmara dos Deputados, compete à Comissão de Relações Exteriores e de Defesa Nacional apreciar matérias referentes aos seguintes campos temáticos ou áreas de atividade:
a) Relações diplomáticas e consulares, econômicas e comerciais, culturais e científicas com outros países; relações com entidades internacionais multilaterais e regionais;
b) Política externa brasileira; serviço exterior brasileiro;
c) Tratados, atos, acordos e convênios internacionais e demais instrumentos de política externa;
d) Direito internacional público e privado; ordem jurídica internacional; nacionalidade; cidadania e naturalização; regime jurídico dos estrangeiros; emigração e imigração;
e) Autorização para o Presidente ou o Vice-Presidente da República ausentar-se do território nacional;
f) Política de defesa nacional; estudos estratégicos e atividades de informação e contra-informação;
g) Forças Armadas e Auxiliares; administração pública militar; serviço militar e prestação civil alternativa; passagem de forças estrangeiras e sua permanência no território nacional; envio de tropas para o exterior;
h) Assuntos atinentes à faixa de fronteira e áreas consideradas indispensáveis à defesa nacional;
i) Direito militar e legislação de defesa nacional; direito marítimo, aeronáutico e espacial;
j) Litígios internacionais; declaração de guerra; condições de armistício ou de paz; requisições civis e militares em caso de iminente perigo e em tempo de guerra;
m) Outros assuntos pertinentes ao seu campo temático;

## Membros

### 56.ª legislatura (2019-2023)[4]

#### Mesa diretora
| Nome                                | Cargo               | Partido | Estado            |
| ----------------------------------- | ------------------- | ------- | ----------------- |
| Eduardo Bolsonaro                   | Presidente          | PSL     | São Paulo         |
| Luiz Philippe de Orléans e Bragança | 1.° Vice-presidente | PSL     | São Paulo         |
| Marcel van Hattem                   | 2.° Vice-presidente | NOVO    | Rio Grande do Sul |
| José Alves Rocha                    | 3.° Vice-presidente | PL      | Bahia             |

#### Titulares
| Nome                                | Partido      | Estado            | Nota                        |
| ----------------------------------- | ------------ | ----------------- | --------------------------- |
| Aécio Neves                         | PSDB         | Minas Gerais      |                             |
| Alan Rick                           | DEM          | Acre              |                             |
| André Ferreira                      | PSC          | Pernambuco        |                             |
| Aroldo Martins                      | REPUBLICANOS | Paraná            |                             |
| Bruna Furlan                        | PSDB         | São Paulo         | Esta vaga pertence ao PDT.  |
| Celso Russomanno                    | REPUBLICANOS | São Paulo         |                             |
| Cláudio Cajado                      | PP           | Bahia             |                             |
| Eduardo Barros Barbosa              | PSDB         | Minas Gerais      |                             |
| Eduardo Bolsonaro                   | PSL          | São Paulo         | Presidente da CREDN.        |
| Eduardo da Fonte                    | PP           | Pernambuco        |                             |
| Fábio Ramalho                       | MDB          | Minas Gerais      | Esta vaga pertence ao PROS. |
| Fernando Giacobo                    | PL           | Paraná            |                             |
| Guilherme Mussi                     | PP           | São Paulo         |                             |
| Haroldo Cathedral                   | PSD          | Roraima           |                             |
| Heitor Freire                       | PSL          | Ceará             |                             |
| Helio Lopes                         | PSL          | Rio de Janeiro    |                             |
| Hildo Rocha                         | MDB          | Maranhão          |                             |
| José Alves Rocha                    | PL           | Bahia             | 3.° Vice-presidente         |
| Leur Lomanto Júnior                 | DEM          | Bahia             |                             |
| Luiz Philippe de Orléans e Bragança | PSL          | São Paulo         | 1.° Vice-presidente         |
| Marcel van Hatten                   | NOVO         | Rio Grande do Sul | 2.° Vice-presidente         |
| Márcio Marinho                      | REPUBLICANOS | Bahia             |                             |
| Nilson Pinto de Oliveira            | PSDB         | Pará              |                             |
| Pedro Lucas Fernandes               | PTB          | Maranhão          |                             |
| Aluísio Mendes                      | PODE         | Maranhão          |                             |
| Augusto Coutinho                    | SD           | Maranhão          |                             |
| Léo Morais                          | PODE         | Rondônia          | Esta vaga pertence ao PSD.  |
| Eurico da Silva                     | PATRIOTA     | Pernambuco        |                             |
| Paulo Ramos                         | PDT          | Rio de Janeiro    |                             |
| Pérpetua Almeida                    | PCdoB        | Acre              |                             |
| Arlindo Chinaglia                   | PT           | São Paulo         |                             |
| Carlos Zarattini                    | PT           | São Paulo         |                             |
| David Miranda                       | PSOL         | Rio de Janeiro    |                             |
| Henrique Fontana                    | PT           | Rio Grande do Sul |                             |
| Jefferson Campos                    | PSD          | São Paulo         |                             |
| Odair Cunha                         | PT           | Minas Gerais      |                             |
| Paulo Fernandes dos Santos          | PT           | Alagoas           | Esta vaga pertence ao CDN.  |
| Tadeu Alencar                       | PSB          | Pernambuco        |                             |